# Mannschaftskader der polnischen Mannschaftsmeisterschaft im Schach 1946
Die Liste der Mannschaftskader der polnischen Mannschaftsmeisterschaft im Schach 1946 enthält alle Spieler, die in der polnischen Mannschaftsmeisterschaft im Schach 1946 mindestens einmal eingesetzt wurden.

## Allgemeines
Łódź, Warszawa, Cieszyn, Gdańsk und Wrocław setzten in allen Runden die gleichen sechs Spieler ein, während bei Katowice zehn Spieler mindestens eine Partie spielten. Insgesamt kamen 69 Spieler zum Einsatz, von denen 47 an allen Wettkämpfen teilnahmen.
Punktbeste Spieler waren Izaak Grynfeld, Stanisław Kwapisz (beide Łódź) und Stanisław Gawlikowski (Warszawa) mit je 7,5 Punkten aus 9 Partien. Mit Henryk Pokorski (Katowice) und Juliusz Kieres (Kielce) erreichten zwei Spieler 100 %, von diesen spielte Pokorski vier Partien, Kieres eine.

## Legende
Die nachstehenden Tabellen enthalten folgende Informationen:
- Nr.: Ranglistennummer
- Pkt.: Anzahl der erreichten Punkte
- Partien: Anzahl der gespielten Partien

## Łódź
| Nr. | Name                 | Pkt. | Partien |
| --- | -------------------- | ---- | ------- |
| 1   | Jan Gadaliński       | 6    | 9       |
| 2   | Izaak Grynfeld       | 7,5  | 9       |
| 3   | Tadeusz Dryzek       | 4,5  | 9       |
| 4   | Stanisław Kwapisz    | 7,5  | 9       |
| 5   | Konstanty Wróblewski | 4,5  | 9       |
| 6   | Franciszek Damański  | 7    | 9       |

## Kraków
| Nr. | Name                  | Pkt. | Partien |
| --- | --------------------- | ---- | ------- |
| 1   | Bogdan Śliwa          | 6    | 9       |
| 2   | Alfred Tarnowski      | 5,5  | 9       |
| 3   | Tadeusz Ciejka        | 1,5  | 3       |
| 4   | Antoni Bocheński      | 5    | 9       |
| 5   | Władysław Litmanowicz | 4    | 7       |
| 6   | Mieczysław Gałuszka   | 2,5  | 6       |
| 7   | Tadeusz Szulc         | 2,5  | 5       |
| 8   | Kamil Wendeker        | 5    | 6       |

## Katowice
| Nr. | Name                | Pkt. | Partien |
| --- | ------------------- | ---- | ------- |
| 1   | Emil Sojka          | 6,5  | 9       |
| 2   | Emanuel Byrtek      | 4,5  | 9       |
| 3   | Wiktor Balcarek     | 5,5  | 9       |
| 4   | Eugeniusz Zahorski  | 4    | 6       |
| 5   | Franciszek Damański | 2,5  | 7       |
| 6   | Zbigniew Ogórek     | 3,5  | 5       |
| 7   | Henryk Pokorski     | 4    | 4       |
| 8   | Rasikoń             | 1    | 3       |
| 9   | Jakob Zeiger        | 0    | 1       |
| 10  | Emil Szmigielok     | 0,5  | 1       |

## Warszawa
| Nr. | Name                  | Pkt. | Partien |
| --- | --------------------- | ---- | ------- |
| 1   | Kazimierz Plater      | 6    | 9       |
| 2   | Stanisław Gawlikowski | 7,5  | 9       |
| 3   | Janusz Szpotański     | 4,5  | 9       |
| 4   | Czesław Krulisch      | 3,5  | 9       |
| 5   | Zbigniew Tarkowski    | 3,5  | 9       |
| 6   | Antoni Trzciński      | 2,5  | 9       |

## Cieszyn
| Nr. | Name             | Pkt. | Partien |
| --- | ---------------- | ---- | ------- |
| 1   | Karol Kałuża     | 2    | 9       |
| 2   | Jan Rusek        | 5,5  | 9       |
| 3   | Jan Kukuczka     | 3    | 9       |
| 4   | Rudolf Pieprzyk  | 4    | 9       |
| 5   | Aleksander Kluż  | 5,5  | 9       |
| 6   | Leszek Jasieniak | 7    | 9       |

## Gdansk
| Nr. | Name                | Pkt. | Partien |
| --- | ------------------- | ---- | ------- |
| 1   | Sergiusz Czerniakow | 4    | 9       |
| 2   | Wacław Nowacki      | 4    | 9       |
| 3   | Feliks Chybicki     | 4,5  | 9       |
| 4   | Tadeusz Dworak      | 4    | 9       |
| 5   | Witold Górny        | 6,5  | 9       |
| 6   | Kazimierz Wyrwicz   | 3    | 9       |

## Częstochowa
| Nr. | Name             | Pkt. | Partien |
| --- | ---------------- | ---- | ------- |
| 1   | Alfred Czarnota  | 4,5  | 8       |
| 2   | Emanuel Beer     | 1,5  | 9       |
| 3   | Saturnin Limbach | 7    | 9       |
| 4   | Marian Wieczorek | 2,5  | 8       |
| 5   | Henryk Skalik    | 4    | 9       |
| 6   | Józef Jemielita  | 1    | 2       |
| 7   | Henryk Borkowski | 2,5  | 7       |
| 8   | Władysław Kepa   | 0    | 1       |

## Poznań
| Nr. | Name              | Pkt. | Partien |
| --- | ----------------- | ---- | ------- |
| 1   | Edward Janik      | 1,5  | 9       |
| 2   | Leon Widermański  | 4,5  | 9       |
| 3   | Stanisław Siadak  | 0    | 4       |
| 4   | Adam Mięsowicz    | 4,5  | 6       |
| 5   | Józef Tomczak     | 2    | 9       |
| 6   | Bolesław Rożański | 6    | 9       |
| 7   | Bernard Stróżniak | 4    | 8       |

## Wrocław
| Nr. | Name                     | Pkt. | Partien |
| --- | ------------------------ | ---- | ------- |
| 1   | Czesław Błaszczak        | 5    | 9       |
| 2   | Janusz Chądzyński        | 2    | 9       |
| 3   | Mieczysław Mugenschnabel | 4    | 9       |
| 4   | Jerzy Dreszer            | 6,5  | 9       |
| 5   | Tadeusz Kościuk          | 2    | 9       |
| 6   | Michał Żywień            | 3    | 9       |

## Kielce
| Nr. | Name                 | Pkt. | Partien |
| --- | -------------------- | ---- | ------- |
| 1   | Czesław Bass         | 2,5  | 6       |
| 2   | Jan Zinkowski        | 1,5  | 9       |
| 3   | Czesław Banasiński   | 3,5  | 9       |
| 4   | Mieczysław Koselnik  | 2,5  | 9       |
| 5   | Witold Wojciechowski | 6    | 9       |
| 6   | Edward Szymański     | 2    | 6       |
| 7   | Kazimierz Kozłowski  | 1,5  | 3       |
| 8   | Juliusz Kieres       | 1    | 1       |